# Mars 1794
Cette page présente les faits marquants du mois de mars 1794.

## Événements
- France :
  - Le Comité peut épurer la Commune, faire disparaître les sociétés populaires (mai) et institutionnaliser le fonctionnement des sections en réduisant les séances à deux par décade. Il renforce encore la centralisation du pouvoir en obtenant de la Convention la suppression des ministres, remplacés par douze commissions exécutives élues par la Convention.
  - Début de la Chouannerie.
  - Bataille de la Bombarde.
- Pologne : intervention de la Prusse[1].

- 1er mars (11 ventôse an II), France : bataille de La Roche-sur-Yon.
- 4 au 14 mars, « insurrection cordelière » du 14 au 24 ventôse an II.
- 11 mars (21 ventôse an II), France : création d'une commission comprenant Gaspard Monge et Lazare Carnot, chargée de créer une école centrale des travaux publics qui deviendra l'École polytechnique.

- 13 - 14 mars (23 - 24 ventôse an II), France : élimination des « factions » Hébertistes les (Hébert, Ronsin, Mazuel, Momoro, Leclerc, Cloots, Proli) et dantonistes (ou Indulgents) le 31 mars (11 germinal an II) par le Comité de salut public.

- 15 mars (25 ventôse an II) : combat de Mangolérian.

- 21 mars (1er germinal an II) : bataille des Clouzeaux.

- 22 mars (2 germinal an II) : les Britanniques occupent la Martinique (fin en 1802)[2].

- 23 mars : insurrection des patriotes polonais contre la Russie à Cracovie[3]. Tadeusz Kościuszko est investi d’un « pouvoir dictatorial » par les patriotes immigrés de Dresde[1].

- 23 mars au 25 mars (3 au 5 germinal an II) : bataille de Mortagne.

- 24 mars (4 germinal an II) :
  - France : exécution des Hébertistes.
  - Tadeusz Kościuszko promulgue à Cracovie une nouvelle constitution et désigne un gouvernement insurrectionnel, appelé Conseil national suprême ; des cours martiales sont instituées pour poursuivre les traîtres, des commissions locales formées pour moitié de nobles et pour moitié de bourgeois doivent administrer le pays. Une armée est formée par recrutement obligatoire d’un fantassin par ferme et d’un cavalier pour cinquante, soit 100 000 fantassins et 10 000 cavaliers. Kosciuszko obtient l’appui des paysans (il adoucit le régime du servage) mais ne réunira pas plus 70 000 hommes[1].

- 26 mars (6 germinal an II) : combat de la Vilorais.

- 27 mars : Naval Act of 1794 du Congrès des États-Unis créant l'United States Navy[4].

- 28 mars (8 germinal an II) : bataille des Ouleries.

- 30 mars (10 germinal an II), France : arrestation nocturne de Danton.

## Naissances
- 5 mars (15 ventôse an II) : Jacques Babinet (mort en 1872), physicien français.
- 16 mars (16 ventôse an II) : Ami Boué (mort en 1881), géologue d'origine française.

## Décès
- 29 mars (9 germinal an II) : Marie Jean Antoine Nicolas de Caritat, marquis de Condorcet (1743-1794), philosophe, mathématicien et homme politique. Allié aux Girondins, opposé à la Terreur, il est proscrit puis arrêté à Clamart et emprisonné et trouve la mort dans sa prison de Bourg-l’Égalité (Bourg-la-Reine).